# Ривера Дамас, Артуро
Артуро Ривера Дамас (исп. Arturo Rivera Damas, 30 сентября 1923 года, Сан-Эстебан-Катарина, Сальвадор — 26 ноября 1994 года, Сан-Сальвадор, Сальвадор) — католический прелат, третий епископ Сантьяго-де-Марии с 30 июля 1960 года по 28 февраля 1983 года, пятый архиепископ Сан-Сальвадора с 28 февраля 1983 года по 26 ноября 1994 года, член монашеской конгрегации салезианцев.

## Биография
19 сентября 1953 года был рукоположён в священники в монашеской конгрегации салезианцев. 30 июля 1960 года был назначен Римским папой Иоанном XXIII вспомогательным епископом архиепархии Сан-Сальвадора и титулярным епископом Легии.
23 октября 1960 года был рукоположён в епископы архиепископом Сан-Сальвадора Оскаром Арнульфо Оскаром в сослужении с епископом Сан-Висенте Педро Арнольдо Апарасио-и-Кинтанильей и вспомогательным епископом Сан-Сальвадора и титулярным епископом Курубиса Рафаэлем Вальядарес-и-Аргумедо.
Участвовал во Втором Ватиканском соборе.
28 февраля 1983 года был назначен римским папой Иоанном Павлом II архиепископом Сан-Сальвадора.
Скончался 26 ноября 1994 года.